# Kri na dlaneh
Kri na dlaneh (COBISS) je roman Roberta Titana Felixa; izšel je leta 2004 pri Založbi Litera. 

## Vsebina
Gre za roman o odlašanju. V ospredju je Simon, star nekaj čez dvajset let, ki se v prostem času ukvarja z glasbo. Začetek romana je postavljen v čas poletnih počitnic, dogajalni prostor pa je povzet po Murski Soboti, a to ni realna Sobota, ampak tista, doživljana v avtorjevem duhu. Simon doživlja tipične težave današnjih mladostnikov, ki se jih ne more nikoli rešiti. Paralelno se odvija tudi zgodba Goge, ki se za denar poda v svet prostitucije, da lahko financira svojo odvisnost od heroina. Dogajanje je razdeljeno v osem poglavij, avtor pa na začetku skoraj celo stran nameni opravičilu, da nobena 'faca s scene' ni povzeta po resničnem modelu.